# 횡성역
횡성역(Hoengseong station, 橫城驛)은 강원특별자치도 횡성군 횡성읍에 위치한 경강선의 철도역이다.

## 연혁
- 2017년 6월 29일: 철도거리표 고시[1]
- 2017년 12월 22일: 경강선 개통과 함께 영업 개시
- 2019년 7월 1일: 제천~횡성 유류화물열차 운행개시

## 역 구조
역사 규모는 지상 2층, 연면적 1,941m²으로, 소(횡성 명물인 소의 뿔과 눈을 형상화)를 역사의 컨셉으로 잡았다. 콘크리트와 대합실은 소가 가진 유순함을 내부 곡면 형태로 표현한 것이며 역의 연결통로는 횡성군의 군화 '함박꽃', 군조 '백로', 군목 '느티나무'를 벽면에 표현한 것이 특징이다.

### 승강장
2, 3번 내선은 저상홈 구조로 강릉선 KTX가 정차하며, 1, 4번 외선은 추후 도입되는 KTX-이음 정차를 위한 고상홈 구조로 되어 있다.
| ↑ 만종          |
| ４３ \| ２１ \| |
| 둔내 ↓          |

| 1 | 강릉선 | KTX |                                       |
| 2 | 강릉선 | KTX | 둔내 · 평창 · 진부 · 강릉 · 동해 방면 |
| 3 | 강릉선 | KTX | 만종 · 청량리 · 서울 · 행신 방면      |
| 4 | 강릉선 | KTX |                                       |

## 인접한 역
| 경강선         | 경강선     | 경강선         |
| -------------- | ---------- | -------------- |
| 만종 행신 방면 | KTX 강릉선 | 둔내 강릉 방면 |
| 만종 서울 방면 | KTX 영동선 | 둔내 동해 방면 |